# Martin Cikl
Martin Cikl (* 17. August 1987 in Varnsdorf) ist ein ehemaliger tschechischer Skispringer.

## Werdegang
Martin Cikl startet für den Verein Dukla Liberec. Er gab am 3. März 2007 sein internationales Debüt im Skisprung-Continental-Cup bei der Veranstaltung in Trondheim. Dabei belegte er den 37. Platz. Beim Wettbewerb im slowenischen Velenje belegte er mit Platz drei erstmals einen Platz in den Top Ten bei einem Springen im Continental Cup. Am 2. März 2008 konnte er das Continental-Springen im kanadischen Whistler gewinnen. Diesen Erfolg wiederholte er am 3. Januar 2009 in Braunlage. In der Sommersaison 2007 nahm Martin Cikl zudem an Wettbewerben des Grand Prix teil. Am 11. August 2007 belegte Cikl mit der tschechischen Mannschaft Platz drei beim Mannschaftsspringen in Hinterzarten. Seine besten Einzelergebnisse im Grand Prix erzielte er jeweils mit Platz zehn am 9. September 2007 in Hakuba und am 9. August 2009 in Hinterzarten. Am 13. Dezember 2007 konnte er in Villach mit Platz 21 seine ersten Weltcuppunkte erreichen. Zehn Tage später sprang er in Engelberg auf den neunten Platz und erreichte damit sein bisher bestes Ergebnis bei einem Weltcupspringen.
Bei den tschechischen Meisterschaften am 3. September 2011 in Frenštát pod Radhoštěm belegte er Platz drei. Im Juni 2016 gab er sein Karriereende bekannt.

## Erfolge

### Continental-Cup-Siege im Einzel
| Nr. | Datum          | Ort       | Typ           |
| --- | -------------- | --------- | ------------- |
| 1.  | 2. März 2008   | Whistler  | Großschanze   |
| 2.  | 3. Januar 2009 | Braunlage | Normalschanze |

## Statistik

### Weltcup-Platzierungen
| Saison  | Platz | Punkte |
| ------- | ----- | ------ |
| 2007/08 | 41.   | 60     |
| 2008/09 | 55.   | 23     |
| 2009/10 | 62.   | 23     |
| 2011/12 | 70.   | 03     |

### Grand-Prix-Platzierungen
| Saison | Platz | Punkte |
| ------ | ----- | ------ |
| 2007   | 35.   | 56     |
| 2008   | 72.   | 07     |
| 2009   | 24.   | 75     |
| 2011   | 48.   | 36     |